# Kostel svatého Mikuláše (Tvarožná)
Kostel svatého Mikuláše je římskokatolický chrám v Tvarožné v okrese Brno-venkov. Postaven je v novogotickém slohu a je chráněn jako kulturní památka České republiky. Je farním kostelem tvaroženské farnosti.

## Historie

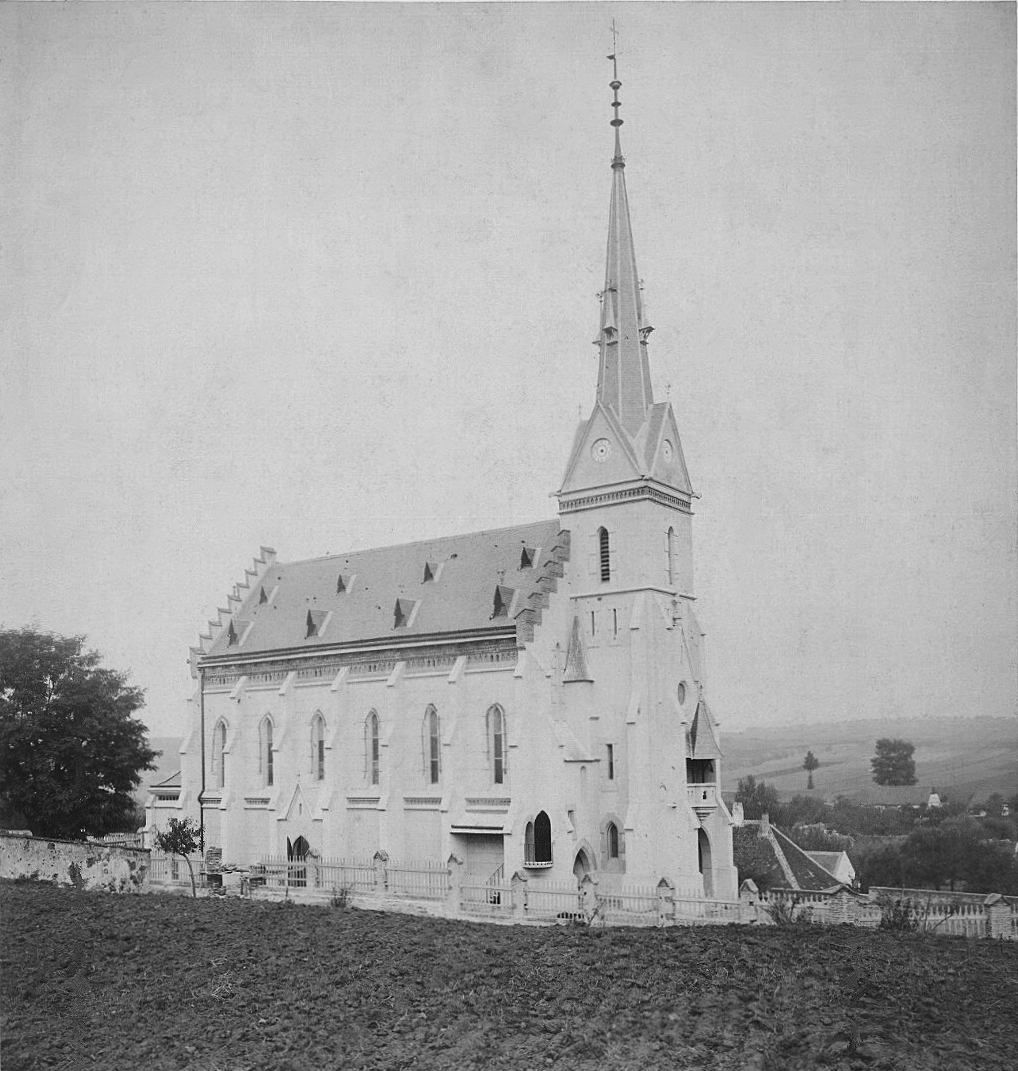
Kostel kolem roku 1916

Na místě stál původně gotický kostel stejného zasvěcení z roku 1322, který byl v baroku (v letech 1700 a 1794) přestavěn, avšak později chátral. 
V letech 1880-1881 byl na jeho místě podle návrhu brněnského architekta Augusta Prokopa postaven současný kostel. Chrám prošel velkými opravami v 70. a 80. letech 20. století.